# Fem hjärtan i en tändsticksask
Fem hjärtan i en tändsticksask är en självbiografi skriven av P C Jersild, utgiven 1989.

## Handling
Boken skildrar författarens uppväxt i egnahemsområdet Norra Ängby i Stockholm, under 1930-, 40- och 50-talen. Titeln syftar på de fem familjemedlemmar som trängs i tvårumsvillan. Familjen består av hans frikyrklige far, hans mor som drömmer om att bli lärarinna, storasyster, som under de tidiga åren var hans andra mor, och storebror, modellbyggaren som gjorde karriär inom det militära innan han insjuknade i TBC.